# メスヘティ山脈
メスヘティ山脈（メスヘティさんみゃく、グルジア語: მესხეთის ქედი、グルジア語ラテン翻字: Meskhetis Kedi）は、ジョージア南西部メスヘティ地方にある山脈。小コーカサス山脈の最西端部を構成する。アチャラ＝イメレティ山脈（グルジア語: აჭარა-იმერეთის ქედი、グルジア語ラテン翻字: Achara-Imeretis Kedi）、アハルツィヘ山脈（グルジア語: ახალციხის ქედი、グルジア語ラテン翻字: Akhaltsikhis Kedi）とも呼ばれる。

## 地理
メスヘティ山脈はジョージア南西部を東西に走っている。西端はアジャリアの黒海海岸であり、東端はボルジョミ渓谷でトリアレティ山脈やリヒ山脈と接続している。メスヘティ山脈の北側にはオディシ＝グリア平野が広がっている。グリア地方やイメレティ地方の領域であり、キントリシ川、ナタネビ川、スプサ川、リオニ川などの水源となっている。一方、メスヘティ山脈の南側はアジャリア地方やサムツヘ地方の領域となっており、アチャリスツカリ川、クヴァブリアニ川、ムツクヴァリ川などに水をもたらしている。
山脈の全長は東西におよそ140キロメートル、最大幅は45キロメートルである。最高峰はメピスツカロ山（2,850メートル）であり、その他、2,500メートルを超える峰としてヒノ山、タギナウリ山、サコルニア山、ゾティメリア山、ディドマガリ山、サニスリア山、ナゲバ山がある。山脈を越える道路としてゼカリ峠（2,180メートル）が通っている。
メスヘティ山脈の尾根は、主に始新世の火山層で構成されている。山脈の西部は、若い年代の岩石で構成されたグリア尾根が北側にあり、南側には新第三紀の溶岩からなるペルサティ台地がある。標高の高い場所には、更新世の氷河の痕跡が残っている。

## 自然
メスヘティ山脈は降水量が多いことが特徴である。山脈西部ムティララ山周辺の地域の降水量は年平均4,500ミリメートルに達し、コーカサス地方で最も湿潤な地域となっている。斜面にはハニスツカリ川、スロリ川、スプサ川、ナタネビ川、キントリシ川、チャクヴィスツカリ川などの深い峡谷が多く流れている。渓谷には固有種や遺存種が多く見られ、特に第三紀の亜熱帯植物が豊富に残っている。メスヘティ山脈の標高2,000メートルから2,200メートルまでは森林地帯であり、標高1,000メートルから1,200メートルまでの範囲には落葉樹（オーク、カラマツ、クリ、ブナ）が、より標高の高い場所では針葉樹（トウヒ、モミ、場所によってはマツ）が生育している。標高2,200メートルを超える範囲には亜高山帯や高山帯の草原が広がっており、コーカサスツツジの草原（デキアニ）が見られる。奥地には多数のクマ、ノロジカ、アカシカ、シャモアが生息している。

## リゾート
メスヘティ山脈地域の14パーセントが国立公園に指定されている（ボルジョミ＝ハラガウリ国立公園、キントリシ国立公園、ムティララ国立公園）。メスヘティ山脈にはサイルメ、ナベグラヴィ、ザカリなどの温泉地や、アバストゥマニ、バフマロ、シュアゴラ、ゴミスムタなどの保養地がある。